# SawStop
SawStop sind Kreissägen des gleichnamigen Herstellers, die bei Fingererkennung das Sägeblatt in Sekundenbruchteilen stoppen und somit Verletzungen reduzieren.
In den USA werden täglich zehn Finger aufgrund von Tischkreissägen amputiert, in Deutschland gibt es jährlich 4800 meldepflichtige Arbeitsunfälle mit Tischkreissägen. Die Anzahl an Handverletzungen durch Kreissägen steigt in Deutschland und Österreich an, weshalb es immer wieder Ideen zur Senkung der Verletzungsgefahren gab, in jüngerer Zeit z. B. das Felder PCS.

## Technik

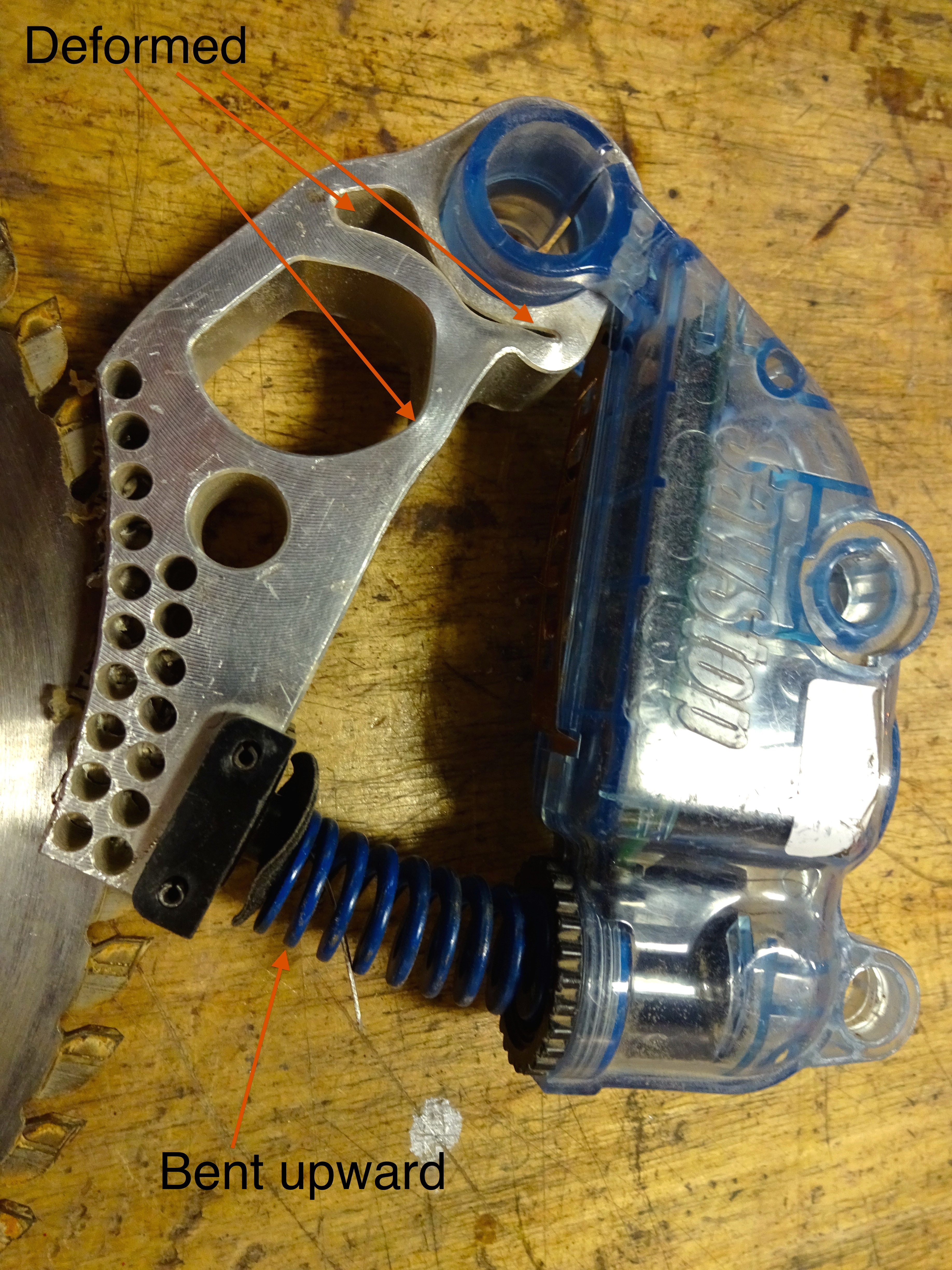
Links Sägeblatt, in der Mitte deformierter Aluminiumblock mit Feder und rechts elektronische Auslöseeinheit mit Sicherungsdraht.

Auf das Sägeblatt wird kapazitiv eine 12-Volt-Wechselspannung mit 200 Kilohertz (kHz) eingekoppelt.
Auf der anderen Seite des Sägeblatts wird die Spannung wieder ausgekoppelt und gemessen. Wenn ein Finger elektrischen Kontakt mit dem Sägeblatt hat, bricht die Spannung unter einen Grenzwert ein, weil der Mensch kapazitiv geerdet ist, dasselbe Prinzip wie beim Phasenprüfer.
Letztlich wird die unterschiedliche Leitfähigkeit von Holz und Mensch zur Unterscheidung genutzt.
Nach 25 Mikrosekunden (µs), das sind fünf Vollwellen der Wechselspannung, wird ein Sicherungsdraht unter Strom gesetzt und schmilzt, ähnlich wie eine elektrische Sicherung.
Dieser Draht hält normalerweise eine Feder zurück, welche nach dem Auslösen einen Aluminiumblock in das laufende Sägeblatt drückt. Es dauert weniger als 5 Millisekunden, bis das Sägeblatt steht. Durch das einseitige Abbremsen der Drehbewegung wird das Sägeblatt nach hinten unten gedrückt und damit vom Finger weg; es taucht unter den Tisch ein.
Durch die kurze Berührung gibt es einen Kratzer an der Haut, aber schwerwiegende Verletzungen werden verhindert, wenn die Bewegung der Hand nicht schneller als 1 m/s ist. Problematisch sind schnellere Bewegungen, z. B. wenn man ausrutscht, abrutscht oder stolpert.
Da die Elektronik mit Sicherungsdraht und Alublock eine Einheit bildet, muss diese nach dem Auslösen zusammen mit dem Sägeblatt ersetzt werden. Die Elektronik speichert beim Auslösen einige elektronische Messwerte, weshalb der Hersteller sie zurückwünscht, um seine Technik zu verbessern; bei Hautkontakt wird die Einheit kostenlos ersetzt.

## Geschichte

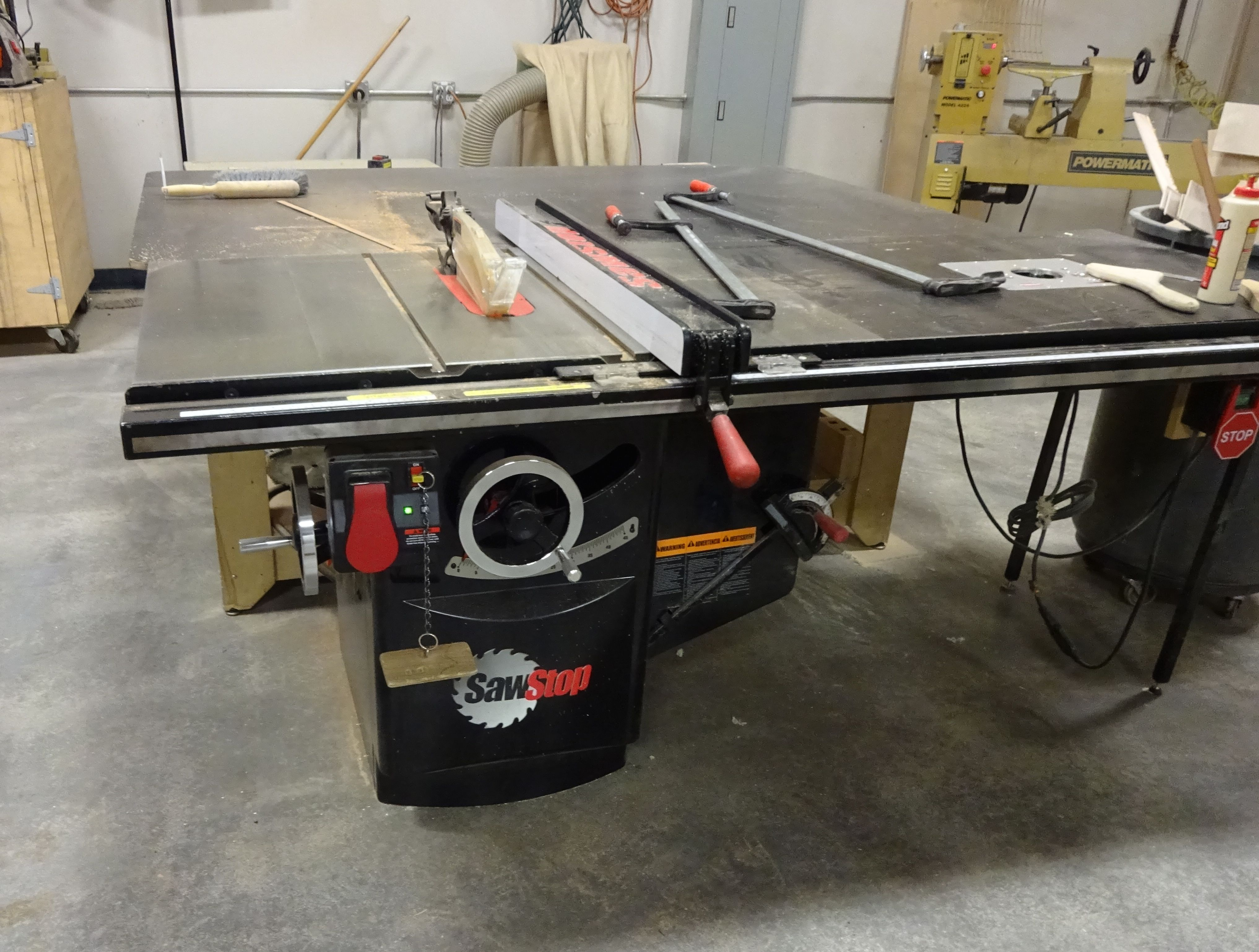
SawStop Tischkreissäge

### Erfindung (1999)
Steve Gass, ein Patentanwalt und Hobbyholzhandwerker aus den USA hatte 1999 die Idee für das System. Er entwickelte in wenigen Wochen einen Prototyp mit einer gebraucht gekauften Kreissäge. Nach vielen Versuchen mit Wiener Würstchen machte er im Frühjahr 2000 den ersten Test mit seinem Ringfinger, den er vorher mit dem Lokalanästhetikum Novocain einrieb. Die Säge stoppte wie erhofft, und obwohl es „schmerzte wie der Teufel und stark blutete“ blieb der Finger ganz. Ende des Jahres reichte er die Erfindung zum Patent an.

### Firmengründung (2000)
SawStop bestand damals „aus drei Personen in einer Scheune in Wilsonville“, die im August 2000 einen Prototyp auf einer Messe präsentierten. In der Folge verhandelte Steve Gass mit den großen Werkzeugherstellern Ryobi, Delta, Black & Decker, Emerson, und Craftsman um seine Erfindung zu lizenzieren.
Bei einem Vortrag 2001 gewann er den Eindruck, dass die großen Werkzeughersteller die Technik nicht lizenzieren würden.

### Produktionsstart (2004)
Nachdem kein Hersteller die Technik lizenzierte, ließ SawStop in Taiwan Sägen mit der Technik selbst produzieren.

### Widerstand vom Handelsverband (2008)
SawStop provozierte den Widerstand des Handelsverbands Power Tool Institute (PTI), der folgende Hersteller vertritt: Black & Decker, Hilti, Hitachi Koki, Makita, Metabo, Bosch, Techtronic Industries TTI (Besitzer von Ryobi) und Walter Meier Holdings. Sie teilten dem amerikanischen Kongress mit, dass SawStops Bremssystem:
- gefährlich ist, weil der Benutzer mit dem Sägeblatt in Berührung kommt
- unbelegt bezüglich der Sicherheit ist, besonders in Hinblick auf Haltbarkeit
- anfällig für Fehlalarme bei grünem und feuchtem Holz ist
- potentiell fehleranfällig für unentdeckte Schäden am Auslösesystem
- kostspielig, weil Sägeblatt und Aluminiumblock nach der Auslösung ersetzt werden müssen
- deutlich teurer, mindestens 25 % mehr als eine normale Säge

Der PTI argumentierte, dass „der Markt für günstige Sägen in der Region von 200 $ zerstört würde, weil das System einen Aufpreis von 100 $ bedingt.“
Die Mitglieder des PTI entwickelten stattdessen „neue Kunststoffabdeckungen, um den Nutzer vor den Gefahren des rotierenden Sägeblatts zu schützen“, außerdem wurde der Spaltkeil obligatorisch.
Es wurde auch argumentiert, dass die SawStop-Patente andere Hersteller zwingen, überhöhte Lizenzgebühren zu bezahlen. Benutzer würden aufgrund der Technik auch sorgloser werden.

### Analyse derUnderwriters Laboratories(2014)
Die US Consumer Product Safety Commission (CPSC) untersuchte 79.500 Notfallaufnahmen im Krankenhaus in Zusammenhang mit Tischkreissägen im Zeitraum 2007–2008.
In 88 % der Fälle wurde der Bediener durch das Sägeblatt geschnitten; davon 89 % in die Finger und 7 % in die Hand. In jedem zehnten Fall folgte eine Amputation.

### Bosch REAXX (2015–2017)
In 2015 stellte Bosch seine Tischkreissäge REAXX Jobsite vor, welche auch darauf basiert einen leitfähigen Finger (im Gegensatz zu elektrisch isolierendem Holz) beim Kontakt mit dem Sägeblatt zu erkennen. Eine CO2-Druckpatrone betätigt einen Hebel, der das Sägeblatt mit Welle dann zerstörungsfrei in wenigen Millisekunden unter den Tisch drückt, wo es einrastet und langsam ausläuft. Nach zwei Auslösungen muss lediglich die Druckpatrone getauscht werden.
SawStop strengte aufgrund der Patentverletzungen an den Patenten 7.895.927 und 8.011.279 eine Klage an, die sie im September 2016 in den USA gewannen. Der Versuch von Bosch, die Patente für ungültig erklären zu lassen, scheiterte im März 2017.
In Europa gab es einen Prozess, den SawStop verlor.

### Anhörung der Kommission für Produktsicherheit (2017)
Im August 2017 hielt die US-amerikanische Consumer Product Safety Commission (CPSC) eine Anhörung über die Sicherheit von Tischkreissägen ab.
Trotz Versprechungen der Industrie, ihre Sägen – unter Verzicht einer Fingererkennung – sicherer zu machen, stieg die Zahl der schweren Verletzungen und Amputationen auf 4.000 pro Jahr in den USA.
Intensive Lobbyarbeit verhinderte die Festsetzung strengerer Regeln, welche eine Fingererkennung obligatorisch gemacht hätten.

### Kauf durch TTS Holding (2017)
Im Juli 2017 wurde SawStop von TTS Tooltechnic Systems aus Deutschland gekauft, denen auch Festool gehört. Daher bietet auch Festool inzwischen Kreissägen mit dieser Technik an.

### Ablauf des Patents (2021)
Das ursprüngliche Patent lief 2020 in den USA aus, 2021 in anderen Ländern. Die ergänzenden (englisch continuing) rund 191 Patente haben eine längere Laufzeit bis teilweise 2026.